# Twilightfall
Twilightfall — демо украинской блэк-метал-группы Nokturnal Mortum, тогда ещё называвшейся Nocturnal Mortum, записанное в 1994—95 годах и вышедшее в 1995 году исключительно на кассетах. В 2003 году вышло переиздание на CD-носителях лейблом Oriana Music.
Демо было записано в жанре дэт-дум-метал, переживавшем в то время расцвет. Материал демо сравнивался с ранними My Dying Bride и Anathema.

## Список композиций
| №                   | Название                                  | Длительность |
| ------------------- | ----------------------------------------- | ------------ |
| 1.                  | «The Unnothingless From Beyond (Siseneg)» | 2:33         |
| 2.                  | «Autumn Opposition»                       | 9:53         |
| 3.                  | «Cry of Ukraina»                          | 7:12         |
| 4.                  | «Where Rivers Flow Into The Seas»         | 3:10         |
| 5.                  | «Glass Coffin»                            | 7:06         |
| 6.                  | «On The Wings Of Scarlet Sunset»          | 8:16         |
| 7.                  | «Oriana (Waterfall of Twilight)»          | 1:06         |
| 8.                  | «Dark Flower of Temptation»               | 8:10         |
| 9.                  | «Tnematset Wen: Nocturnal Mortum»         | 3:18         |
| Общая длительность: | Общая длительность:                       | 50:44        |

## Участники записи
- Knjaz Varggoth (Евгений Гапон) — вокал, ритм-гитара
- Wortherax — соло-гитара
- Xaarquath — бас-гитара
- Munruthel (Владислав Редькин) — барабаны
- Sataroth — клавиши

## Переиздания
- 2003 — Oriana Music (кассета и CD)